# IC 1832
IC 1832 је лентикуларна галаксија у сазвјежђу Ован која се налази на листи објеката дубоког неба у Индекс каталогу.
Деклинација објекта је + 19° 1' 50" а ректасцензија 2h 41m 57,6s. Привидна величина (магнитуда) објекта IC 1832 износи 14,3 а фотографска магнитуда 15,3. IC 1832 је још познат и под ознакама MCG 3-7-45, CGCG 462-44, NPM1G +18.0103, PGC 10216.